# Trigonura puertoricensis
Trigonura puertoricensis är en stekelart som beskrevs av Albert Burke Wolcott 1951. Trigonura puertoricensis ingår i släktet Trigonura och familjen bredlårsteklar.
Artens utbredningsområde är Puerto Rico. Inga underarter finns listade i Catalogue of Life.